# Bačko Novo Selo
Bačko Novo Selo (kyrill. Бачко Ново Село, deutsch Neudorf a. d. Donau, ungarisch Bácsújlak) ist ein Dorf der Gemeinde Bač  mit etwa 1200 Einwohnern (2002) in der serbischen Süd-Batschka (Vojvodina). Der Ort liegt an der Donau, die hier die Grenze zu Kroatien bildet und befindet sich auf halber Strecke zwischen Novi Sad und Osijek. Nachbarorte sind Bukin und Plavna, sowie Sotin und Opatovac.

## Geschichte

### Gründung
Bačko Novo Selo wird erstmals 1554 mit drei steuerzahlenden Haushalten erwähnt. Damals war Neudorf noch unter türkischer Herrschaft. Nach den Türkenkriegen wird Neudorf im Jahr 1699 unter habsburgischer Herrschaft nur Puszta genannt. Im Jahr 1715 gab es schon sieben steuerzahlende Haushalte.

### Besiedlung
Im Jahr 1731 wurde Neudorf dem Hofkammerherrn Baron Johann Markus von Zuana geschenkt. Dieser war gleichzeitig Kameral-Kommissar von Oberungarn und hatte die Aufgabe, die unbewohnten Gegenden Ungarns zu besiedeln. Der Baron ließ schwäbische Bauern anwerben und siedelte sie ab 1733 auf seinem Privatbesitz an. Er war bis 1746 Grundherr.
Weitere Grundherren waren Johann Adamovics und die Familie Cseh. Dieser Familie gehörte Neudorf bis ins 19. Jahrhundert.

### Katastrophen
Im Jahr 1738 wurde ein großer Teil der Bevölkerung durch die Pest dahingerafft.
Ständige Überschwemmungen durch die Donau sorgten einerseits für fruchtbare Böden, vernichteten andererseits aber auch große Werte und oft Menschenleben. Eine besonders heftige Überschwemmung war im Jahr 1751.

## Bevölkerung
| Jahr      | 1948  | 1953  | 1961  | 1971  | 1981  | 1991  | 2002  | 2010  |
| --------- | ----- | ----- | ----- | ----- | ----- | ----- | ----- | ----- |
| Einwohner | 1.751 | 1.848 | 2.236 | 1.665 | 1.522 | 1.365 | 1.228 | 1.201 |

| Nationalität  | Anzahl | %     |
| Serben        | 765    | 62,30 |
| Montenegriner | 7      | 0,57  |
| Jugoslawen    | 79     | 6,43  |
| Ungarn        | 26     | 2,12  |
| Muslime       | 184    | 14,98 |
| Roma          | 11     | 0,90  |
| Kroaten       | 37     | 3,01  |
| andere        | 119    | 9,69  |